# Fontaine de Jarente
La fontaine de Jarente, parfois appelée fontaine de la Poissonnerie ou fontaine d'Ormesson, est une fontaine parisienne située au fond de l'impasse de la Poissonnerie, une petite voie d'une quinzaine de mètres qui s'ouvre sur la rue de Jarente dans le 4e arrondissement de Paris. Elle est inscrite au titre des monuments historiques par arrêté du 17 juin 1925.

## Construction
La fontaine est construite en 1783, dans le plan d'ensemble du quartier rénové à la suite de la destruction, de 1773 à 1774, du prieuré Sainte-Catherine-du-Val-des-Écoliers qui s'étendait sur la plus grande partie de l'îlot délimité aujourd'hui par la rue de Turenne, la rue de Sévigné, la rue des Francs-Bourgeois et la rue Saint-Antoine. À cette occasion furent ouvertes de nouvelles rues (rue de Jarente, d'Ormesson, Necker, Caron), et une place (place du Marché-Sainte-Catherine) accueillant le nouveau marché Sainte-Catherine. L'impasse de la Poissonnerie, dans le cadre de ce marché, était occupée par les marchands de poissons qui avaient besoin d'eau. C'est à cet effet que la fontaine fut édifiée sur les plans de monsieur Caron, maître général des bâtiments du roi.

## Description

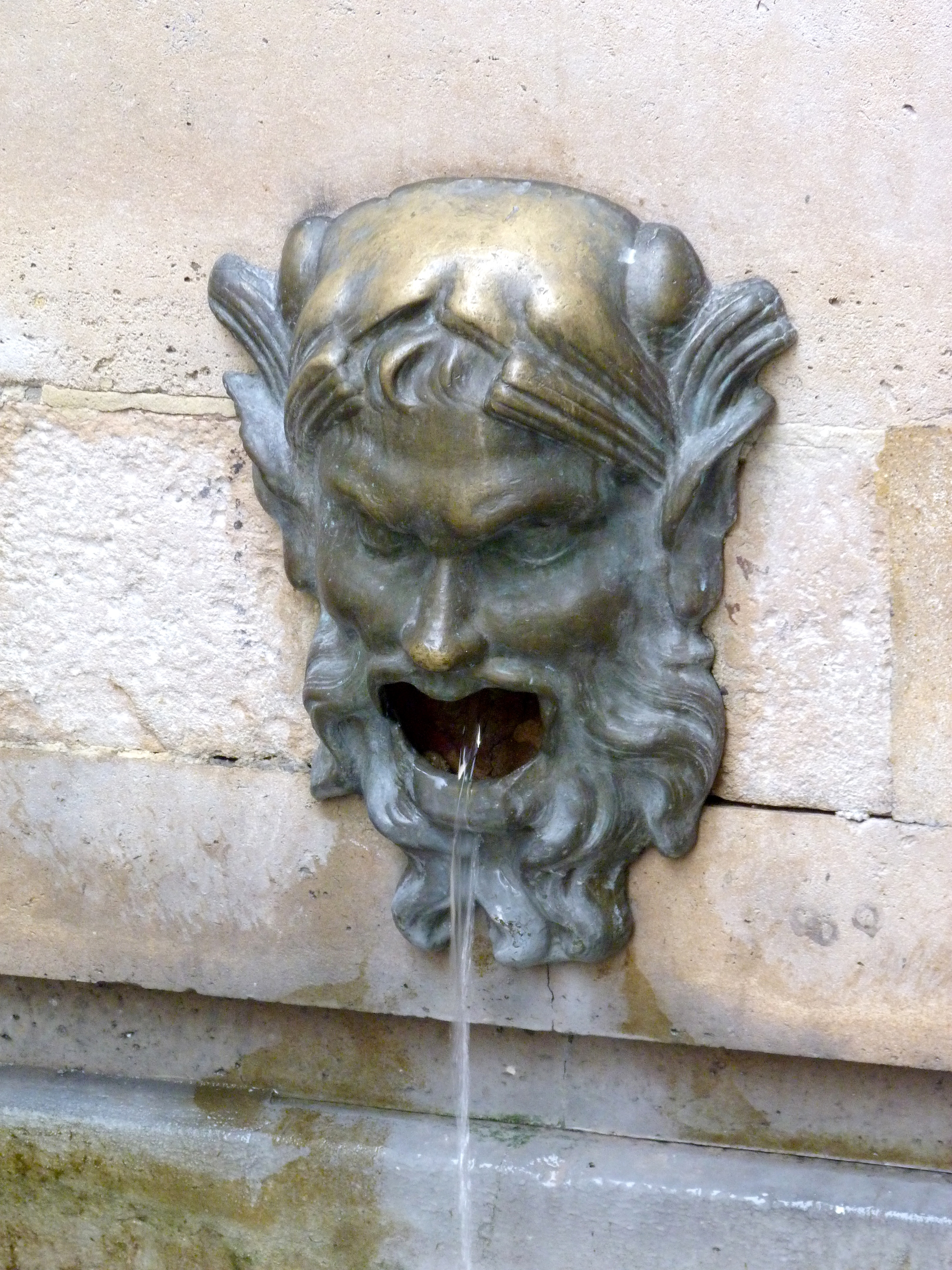
Détail du mascaron.

La fontaine se présente comme un massif adossé au fond de l'impasse. Encadrée par deux pilastres et surmontée d'un fronton triangulaire, elle est décorée d'un bas-relief central montrant un faisceau de licteur, des dauphins et des cornes d'abondance. En retrait et de chaque côté, deux portes, surmontées d'une sculpture en rosace, donnent accès au bâtiment en arrière. Au-dessus du fronton, engagée dans le mur, une composition architecturale en pyramide moulurée prolonge la construction et la fait culminer à une hauteur d'environ 7 mètres. Près du sol, un filet d'eau sort d'un mascaron de bronze en tête de satyre.
L'appareillage général de la construction est décoré dans le style « à congélation », que l'on note sur les pilastres et le linteau. Le fronton est décoré d'une bouche d'eau déversant un flot gelé.